# Orto Botanico di Montemarcello
O Orto Botanico di Montemarcello é uma área de preservação natural e um jardim botânico localizado dentro do Parco Naturale Regionale di Montemarcello-Magra, próximo de Ameglia, Província da Spezia, Ligúria, Itália.
O jardim fica no topo do Monte Murlo (365 metros), colinas dividindo o golfo de Spezia da planície do rio Magra. Ele contém plantas nativas da região, incluindo Arbutus unedo, Phillyrea latifolia, Pinus halepensis, Pistacia lentiscus, Rhamnus alaternus, Quercus cerris'', Quercus ilex, Quercus pubescens, Psoralea bituminosa, Ruta angustifolia e Thymus vulgaris.